# Leporimetis intastriata
Leporimetis intastriata är en musselart som först beskrevs av Thomas Say 1827.  Leporimetis intastriata ingår i släktet Leporimetis och familjen Tellinidae. Inga underarter finns listade i Catalogue of Life.